# Orthoporus boreus
Orthoporus boreus är en mångfotingart som beskrevs av Chamberlin 1947. Orthoporus boreus ingår i släktet Orthoporus och familjen Spirostreptidae. Inga underarter finns listade i Catalogue of Life.